# Maja Rosager
Maja Rosager (født 4. maj 1976) er en dansk journalist og tv-vært.
Rosager tog sin journalistuddannelse på Danmarks Medie- og Journalisthøjskole fra februar 1998 til februar 2002, og hun var journalistpraktikant på TV 2 Fyn fra august 1999 til februar 2001.
Siden da har hun arbejdet for DR i 22 år, og siden april 2022 har hun været vært på TVA Live.